# Альфредо Морелос
Альфредо Морелос (ісп. Alfredo Morelos, нар. 21 червня 1996, Серете) — колумбійський футболіст, нападник клубу «Рейнджерс» та національної збірної Колумбії.

## Клубна кар'єра
Народився 21 червня 1996 року в місті Серете. Вихованець футбольної школи клубу «Індепендьєнте Медельїн». 1 вересня 2014 року в матчі проти «Ріонегро Агілас» він дебютував у чемпіонаті Колумбії. 6 вересня в поєдинку проти «Форталеса Сіпакіра» Альфредо забив свій перший гол за команду.
На початку 2016 року для отримання ігрової практики Морелос на правах оренди перейшов у фінський ГІК. 2 квітня в матчі проти «Марієгамна» він дебютував у Вейккауслізі. З командою став фіналістом Кубка Фінляндії 2016 року, де забив гол у матчі з клубом «Сейняйоен Ялкапаллокерго», але його команда поступилась в серії пенальті, навіть незважаючи на те, що колумбієць свій удар реалізував. Після закінчення оренди в кінці року він повернувся в «Індепендьєнте Медельїн», однак на наступний день була оформлена повноцінна покупка в ГІК і Альфредо провів у клубі з Гельсінкі ще півроку. Більшість часу, проведеного у складі ГІКа, був основним гравцем атакувальної ланки команди і одним з головних бомбардирів команди, маючи середню результативність на рівні 0,64 голу за гру першості.
19 червня 2017 року перейшов у шотландський «Рейнджерс» за 1 мільйон фунтів стерлінгів, підписавши контракт на три роки. 29 червня в відбірковому поєдинку Ліги Європи проти люксембурзького клубу «Прогрес Нідеркорн» Альфредо дебютував за шотландців, а 6 серпня в матчі проти «Мотервелла» він дебютував у шотландській Прем'єр-лізі. Станом на 10 грудня 2018 року відіграв за команду з Глазго 50 матчів в національному чемпіонаті.

## Виступи за збірні
В 2013 році в складі юнацької збірної Колумбії Морелос взяв участь у юнацькому чемпіонаті Південної Америки у Аргентині, де зіграв у чотирьох іграх, але його збірна стала останньою у групі.
З 2015 року залучався до складу молодіжної збірної Колумбії і того ж року посів друге місце на молодіжному чемпіонаті Південної Америки у Уругваї. На турнірі він взяв участь в шести матчах.
8 вересня 2018 року дебютував в офіційних матчах у складі національної збірної Колумбії в товариському матчі проти збірної Венесуели.
| Дата     | Місто | Господарі | Результат | Гості    | Турнір           | Голи | Примітки |
| -------- | ----- | --------- | --------- | -------- | ---------------- | ---- | -------- |
| 7-9-2018 | Маямі | Венесуела | 1 – 2     | Колумбія | товариський матч | -    | 77'      |
| Усього   |       | Матчів    | 1         |          | Голів            | 0    |          |

## Титули і досягнення
- Чемпіон Колумбії (2):

«Індепендьєнте Медельїн»: 2016
«Атлетіко Насьйональ»: 2024-К
- Чемпіон Фінляндії (1):

ГІК: 2017
- Володар Кубка Фінляндії (1):

ГІК: 2016-17
- Найкращий бомбардир Чемпіонату Шотландії (1):

Рейнджерс: 2018-19
- Чемпіон Шотландії (1):

«Рейнджерс»: 2020-21
- Володар Кубка Шотландії (1):

«Рейнджерс»: 2021-22
- Володар Кубка Колумбії (1):

«Атлетіко Насьйональ»: 2024
- Володар Суперліги Колумбії (1):

«Атлетіко Насьйональ»: 2025
Збірні
- Бронзовий призер Кубка Америки: 2021
- Переможець Боліваріанських ігор: 2013